# المئات السود
المائة السوداء (الروسية: Чёрная сотня) (باللاتينية: Chornaya sotnya) والمعروفة أيضًا باسم المئات السود (الروسية: черносотенцы) وتُلفظ (chernosotentsy) هي حركة رجعية وملكية وقومية متطرفة في روسيا بدأت في أوائل القرن العشرين. وهي مؤيدة بشدة لعائلة رومانوف التي كانت مالكة في الإمبراطورية الروسية وهي معارضة لأي تراجع عن استبداد الملك الحاكم. ربّما نشأ الاسم من مفهوم القرون الوسطى عن «السود» أو الأشخاص العاديين (غير النبلاء) المنظمين في الميليشيات.
لوحظ أيضًا المئات السود تُحرض على التطرف والارتباط بالمذاهب القومية التي تتمحور حول روسيا إضافة لامتلاكها معتقدات مختلفة معادية للأجانب بما في ذلك المشاعر المعادية لأوكرانيا ومعاداة السامية.
تستند أيديولوجية المائة السوداء إلى شعار صاغه الكونت أوفاروف الأرثوذكسية ، والاستبداد ، والجنسية.

### قراءة معمقة
- نورمان كوهين. Warrant for Genocide: The Myth of the Jewish World-Conspiracy and the Protocols of the Elders of Zion (1966)
- Laqueur, Walter  [لغات أخرى]‏. Black Hundred: The Rise Of The Russian Extreme Right (1993)
- Donald C. Rawson. Russian Rightists and the Revolution of 1905 (1995)